# Сандра Фабер
Сандра Фабер (англ. Sandra Faber нар. 28 грудня 1944 Бостон, США) — американська науковиця з астрономії і астрофізики Каліфорнійського університету у Санта-Крузі.
В 1966 році закінчила бакалаврат з фізики в Суортмор-коледжі. Ступінь доктора філософії по астрономії отримала в Гарвардському університеті в 1972 році. З того ж року працює в Каліфорнійському університеті у Санта-Крузі, з 1995 року — на посаді професора.
Підписала «Попередження вчених людству» (1992).
Дослідження у галузі дослідження механізмів утворення і еволюції галактик і еволюції великомасштабної структури Всесвіту. Висунула теорію про холодну темну матерію.

## Нагороди та визнання
- 1977: стипендія Слоуна[9];
- 1978: Премія Барта Бока, Гарвардський університет[10];
- 1985: член Національної академії наук США[11];
- 1986: Премія Денні Гайнемана з астрофізики[12][13];
- 1989: член Американської академії мистецтв і наук[14];
- 2001: член Американського філософського товариства[7];
- 2006: Медаль Сторіччя Вищої школи мистецтв та наук Гарвардського університету[en];
- 2007: член Американської асоціації сприяння розвитку науки;
- 2009: Премія Боуера[15];
- 2009: Визнана жінкою року у Каліфорнії[16];
- 2011: Премія Генрі Норріса Рассела;
- 2011: Національна наукова медаль США у номінації «Фізичні науки»;
- 2012: Медаль Кетрін Брюс;
- 2012: Медаль Карла Шварцшильда;
- 2012: Силімановська лекція;
- 2014: На честь неї названо астероїд (283277) Faber;
- 2017: Премія Грубера з космології[17];
- 2018: Clarivate Citation Laureates;
- 2018: Магелланівська премія, Американське філософське товариство[18];
- 2020: Золота медаль Королівського астрономічного товариства [19];
- 2020: член Американського астрономічного товариства[20]